# Annalisa Rudberg
Anna Lisa (Annalisa) Rudberg, född 6 juni 1903 i Stockholm, död 9 november 1987 i Stockholm, var en svensk skådespelare.
Rudberg turnerade på 1930-talet med Allan Rydings sällskap med pjäserna Vi som går köksvägen, Vilhelm Mobergs äktenskapsdrama Våld och lustspelet Tovaritch. På 1940-talet hade hon en del småroller inom filmen.

## Filmografi
- 1941 – Lärarinna på vift – lärare
- 1941 – Stackars Ferdinand – gäst på Dellanders middag
- 1942 – Sexlingar – grevinnan Post, donator